# Smbataberd
Smbataberd (en armenio: Սմբատաբերդ; que significa fortaleza de Sembat, Príncipe de Syunik) es una fortaleza situada en la cima de una colina entre las poblaciones de Artabuynk y Yeghegis, en la provincia de Vayots' Dzor, en Armenia.

## Historia

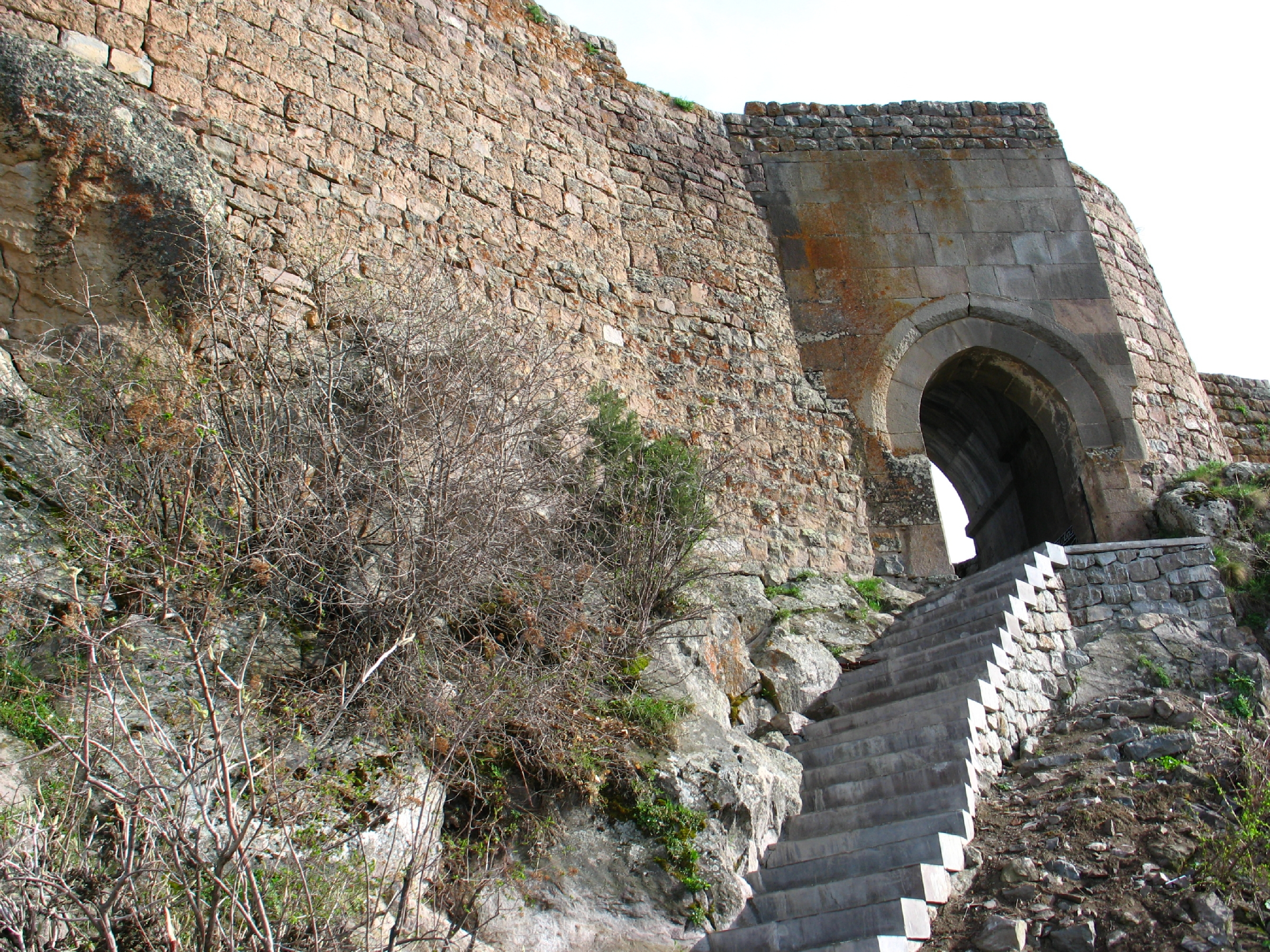
Acceso a la fortaleza.

La técnica constructiva empleada en los muros sugiere que el castillo debió edificarse en los siglos X u XI de nuestra era, posiblemente bajo el reinado de Sembat II Tiezarakal (amo del universo), de la dinastía bagratuni. En esta época se edificaron gran número de fortalezas y monasterios fortificados.
Pese a sus fortificaciones, Smbataberd cayó finalmente en manos de los seléucidas.

## Descripción
El emplazamiento de Smbataberd estaba diseñado para impedir el acceso de los atacantes a sus puertas. Esta, situada en el lado norte, no estaba protegida por fosos, sino por una barbacana que aprovechaba la configuración montañosa del terreno para por un lado frenar a los posibles atacantes y por otro dar una posición elevada ventajosa a los defensores. Otros dos accesos secundarios se situaban también en el lado norte, en los extremos este y oeste, protegidos por torres de vigilancia.
La fortaleza estaba flanqueada por los cañones de Artabun y Yeghegis, reforzados por una muralla de dos a tres metros de espesor y en la cual se encontraban torres redondas. Los restos de estas murallas se conservan principalmente en el parte septentrional.
Todo el cerro estaba rodeado de murallas, lo que permitía albergar a varios cientos de personas. Además el suministro de agua estaba garantizado por una cañería de yeso que conectaba con las fuentes naturales y las canalizaciones del monasterio de Tsaghatskar, situado a dos kilómetros. También se disponía de acuartelamientos para tropas, depósitos de agua y viviendas. En la cima del cerro hay dos ciudadelas, situadas una sobre otra. Una de ellas estaba destinada al príncipe y su corte.

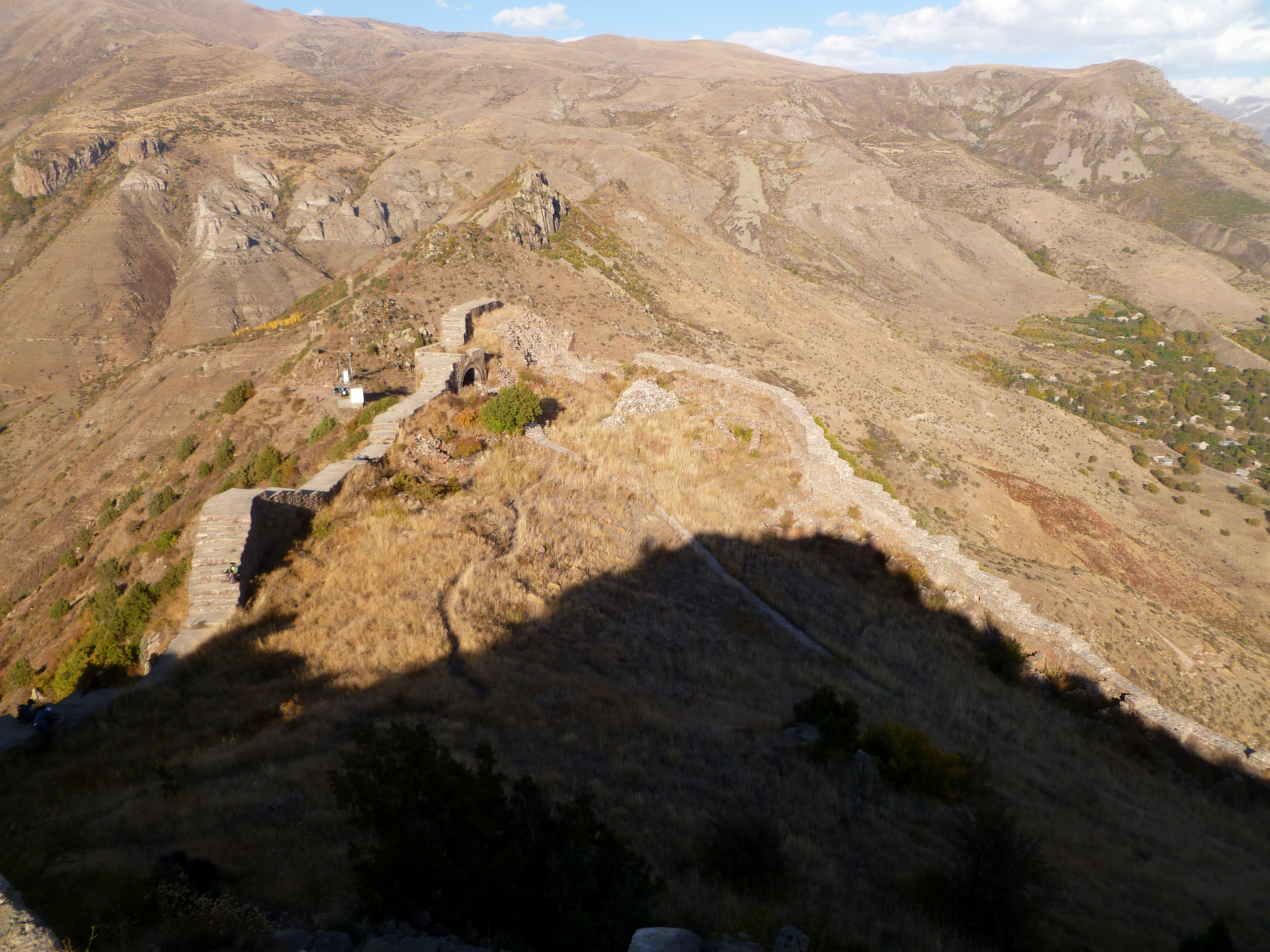
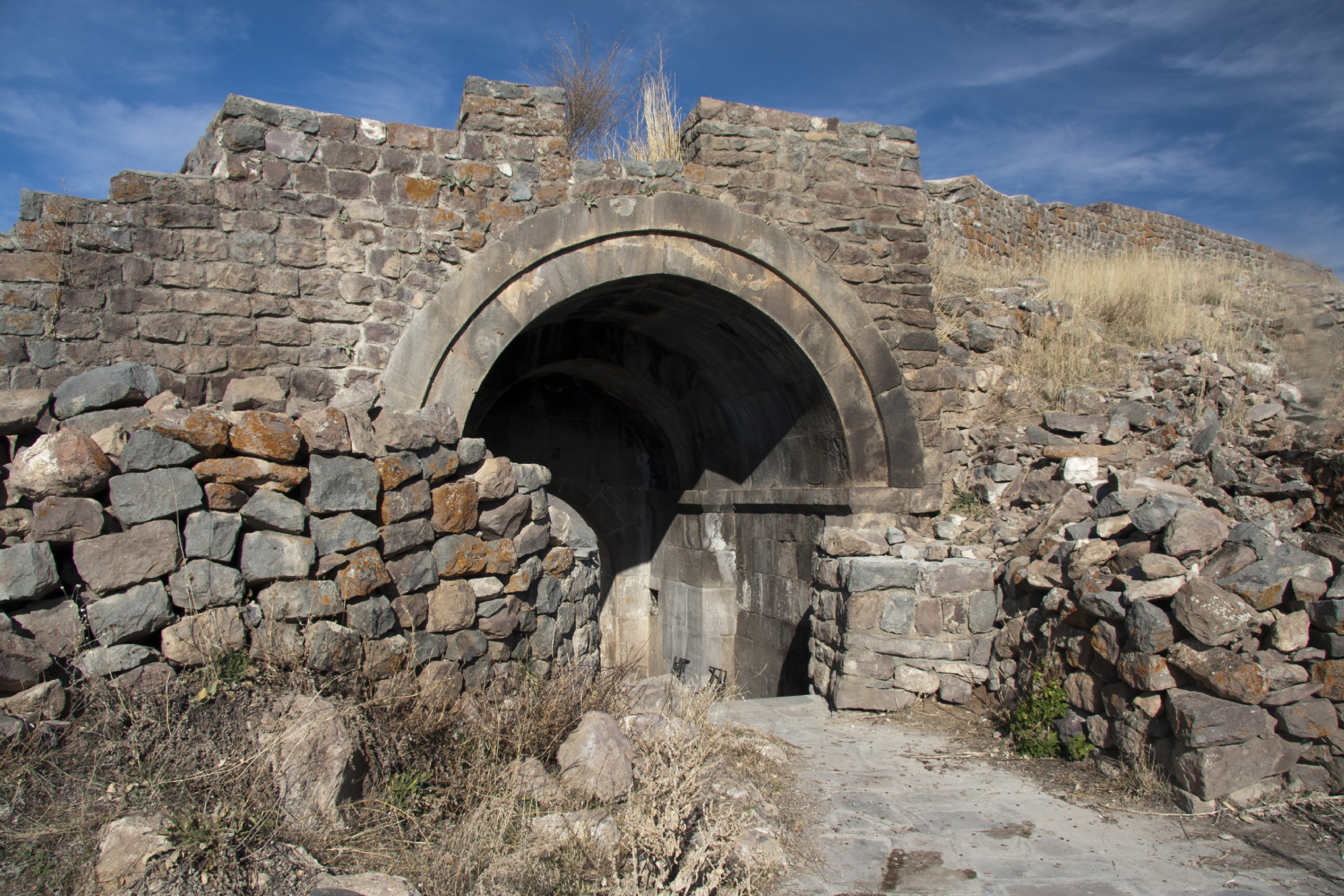
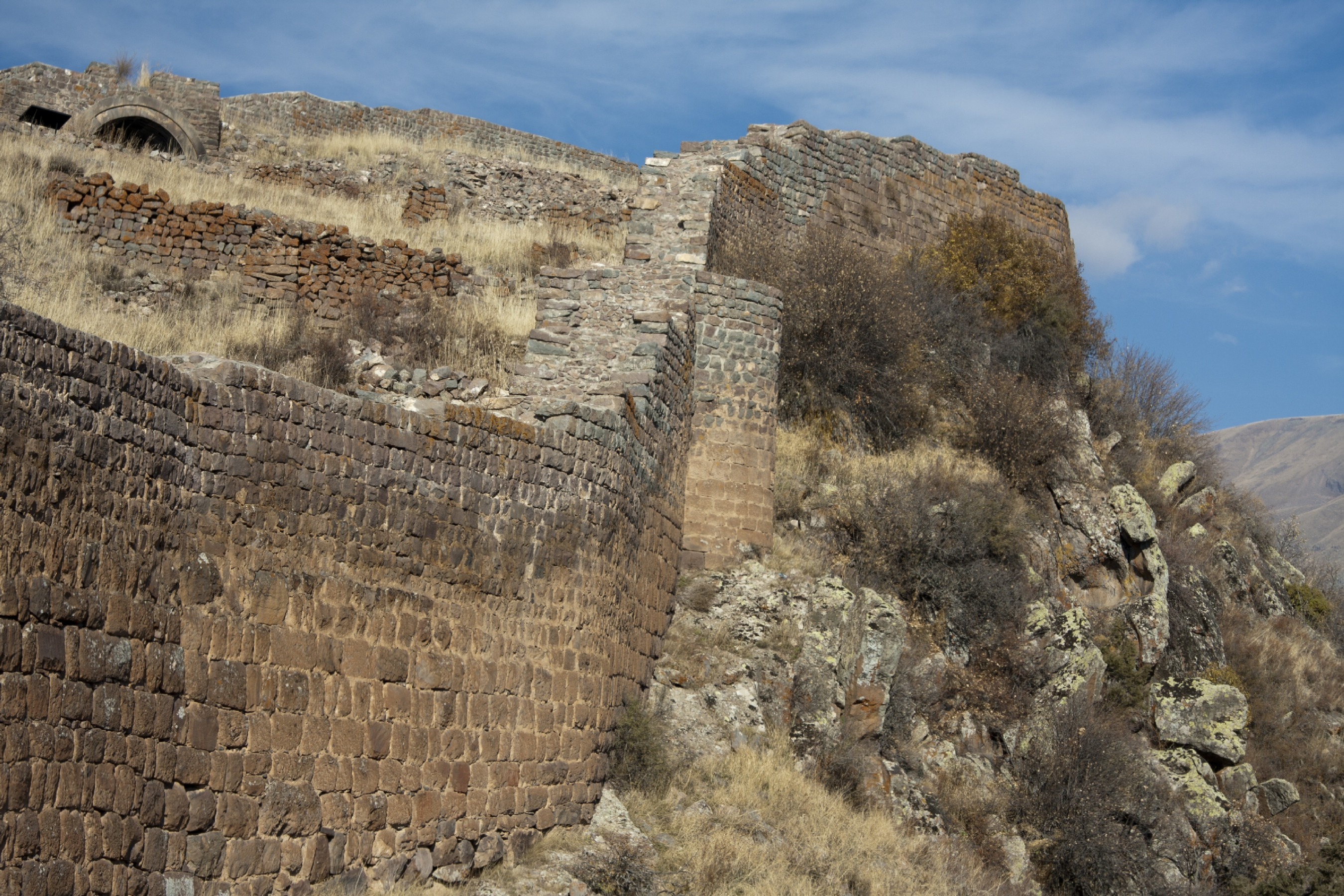
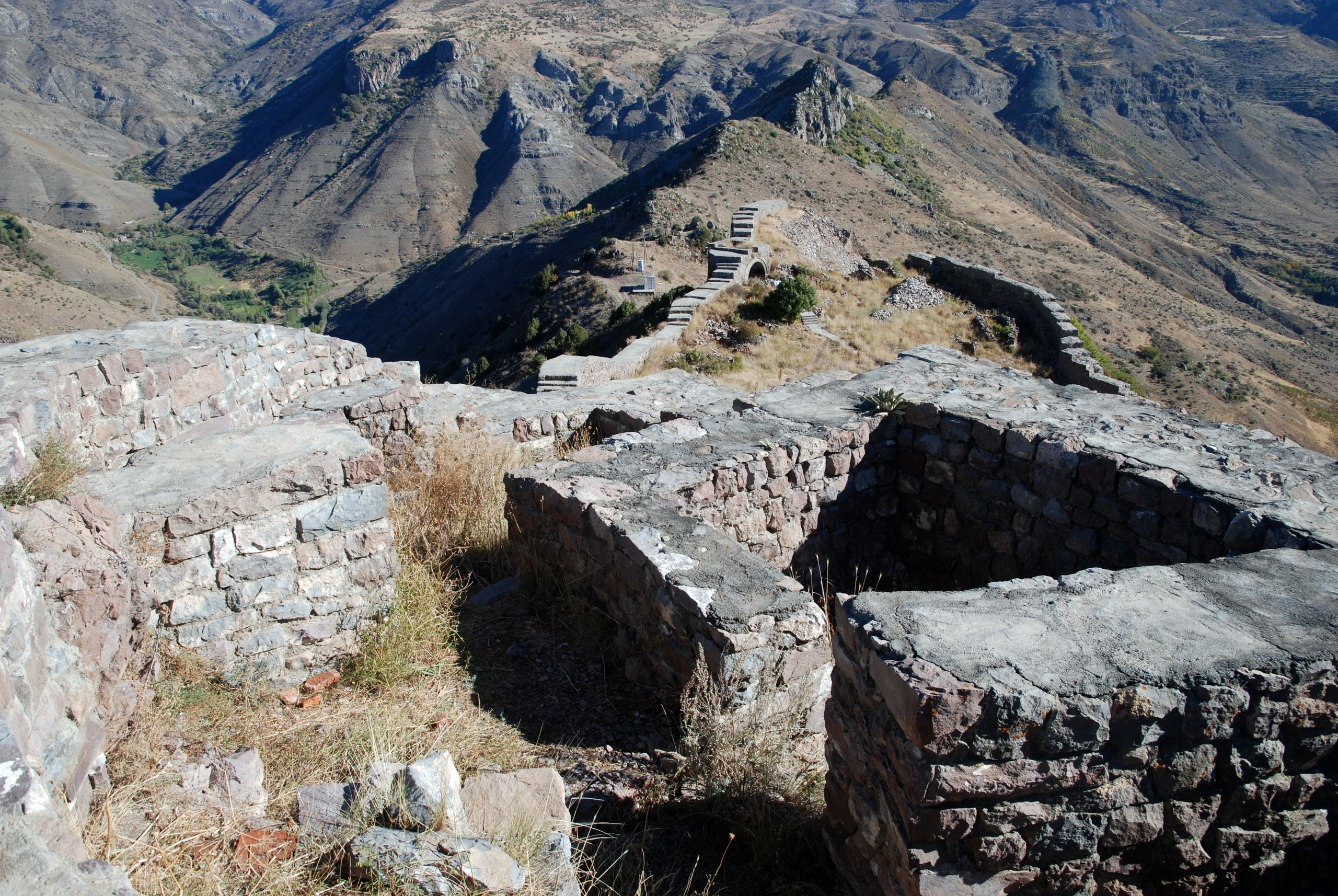